# متحف آثار الكرك
متحف آثار الكرك متحف أثري تأسس عام 1981. يقع داخل قلعة الكرك ، في قاعة ذات سقف برميلي الشكل كانت تستخدم عنبرا للجنود في الفترة المملوكية، ويضم المُتحف مجموعة من القطع الأثرية التي جمعت من محافظتي الكرك والطفيلة.
تم إدراج واختيار متحف آثار الكرك ليكون ضمن المشاريع التي سيتم تطويرها وتحديثها مع بداية مشروع تطوير القطاع السياحي الممول من البنك الياباني حيث تم تطوير وسائل العرض والإنارة وإضافة المجسمات ووسائل العرض والشروحات. يحتوي المتحف على 10,000 قطعة أثرية ويبلغ عدد القطع المعروضة : 260.

## أقسام المتحف
- قاعة رئيسية: وفيها خزائن عرض تحوي قطعاً أثرية جمعت من مواقع مختلفة في محافظة الكرك، ومُرتبة ترتيبا تاريخيا متسلسلاً من العصور الحجرية وحتى الفترة الإسلامية المتأخرة. وزدت القطع الأثرية بمعلومات تاريخية وجغرافية مبسَّطة تُمكِّن الزائر من التعرف على تاريخ وآثار محافظة الكرك.
- القاعة الصغرى: أضيفت هذه القاعة من خلال مشروع التطوير السياحي وهي مخصصة للحديث عن قلعة الكرك وعمارتها والأسلحة المستخدمة في العصور الوسطى، إضافة إلى لوحة معلومات كبيرة توجِز أهم الأحداث التاريخية التي مرّت على الكرك والقلعة بشكل خاص، والأردن بشكل عام، إضافة لمراحل بناء القلعة.[2]